# 湯姆·佩爾瑞
湯姆·佩爾瑞（英語：Tom Pelphrey，1982年7月28日—）是美國的一位演員。他出生在紐澤西州豪威爾，曾在肥皂劇地球照轉中飾演Mick角色。